# Red de sensores

Típica arquitectura de red multisalto de sensores inalámbricos.

Una red de sensores (del inglés sensor network) es una red de ordenadores pequeñísimos («nodos»), equipados con sensores, que colaboran en una tarea o más tareas comunes.
Las redes de sensores están formadas por un grupo de sensores con ciertas capacidades sensitivas y de actuación inalámbrica, los cuales permiten formar redes ad hoc, sin infraestructura física preestablecida, ni administración central.  
Las redes de sensores inalámbricos (en inglés, wireless sensor networks, abreviadamente WSN), también llamadas redes de sensores y actuadores (wireless sensor and actuator networks, WSAN) son sensores autónomos espacialmente distribuidos para monitorizar  condiciones físicas o ambientales, como temperatura, sonidos, presión, etc y para pasar sus datos de forma cooperativa a través de la red a otras ubicaciones. Las redes más modernas son bidireccionales, que permiten el control de la actividad del sensor.
Una red de sensores inalámbricos móviles (mobile wireless sensor network, MWSN) es una red de sensores sin cables de interconección (WSN) en la que los nodos de los sensores son móviles. Las redes MWSNs son más pequeñas que sus predecesoras. MWSNs son mucho más versaitles que las redes de sensores estáticos y pueden desplegarse en cualquier escenario y enfrentarse con cambios tecnológicos rápidos
Estas redes de sensores y actuadores inalámbricos se utilizan en muchos campos industriales y de consumo, como monitorización y control de procesos industriales, monitorización de la salud mediante máquinas, sistemas ciberfísicos, domótica, detección ambiental, etc.
Se caracterizan por su facilidad de despliegue y por ser autoconfigurables, pudiendo convertirse en todo momento en emisor, receptor, ofrecer servicios de encaminamiento entre nodos sin visión directa, así como registrar datos referentes a los sensores locales de cada nodo. Otra de sus características es su gestión eficiente de la energía, que les permite obtener una alta tasa de autonomía que las hacen plenamente operativas.
La miniaturización de ordenadores creciente dio a luz la idea de desarrollar computadoras extremadamente pequeñas y baratas que se comunican de forma inalámbrica y se organizan autónomamente. La idea de estas redes es repartir aleatoriamente estos nodos en un territorio grande, el cual los nodos observan hasta que sus recursos energéticos se agoten. Los atributos «pequeño», «barato» y «autónomo» dieron a conocer la idea como polvo inteligente (smart dust).
Por el momento, las redes de sensores es un tema muy activo de investigación en varias universidades, aunque ya empiezan a existir aplicaciones comerciales basadas en este tipo de redes. La red de sensores hasta la fecha más grande consistió de 800 nodos y fue puesta en servicio el 27 de agosto de 2001 para duración breve en la universidad de Berkeley para demostrar la potencia de esa técnica en una presentación. Algunos sistemas han resultado ser aplicable muy variadamente, por ejemplo Berkeley Motes, Pico-Radio, Smart-Dust y WINS.

## Historia
La evolución de redes de sensores tiene su origen en iniciativas militares. Por eso no hay mucha información sobre la fuente de la idea. 
Como predecesor de las redes de sensores modernos se considera Sound Surveillance System (SOSUS), una red de boyas sumergidas instaladas en los Estados Unidos durante la Guerra Fría para detectar submarinos usando sensores de sonido. 
La investigación en redes de sensores cerca de 1980 comenzó con el proyecto Distributed Sensor Networks (DSN) de la agencia militar de investigación avanzada de Estados Unidos Defense Advanced Research Projects Agency (DARPA).
Es probable que hoy mismo haya proyectos militares que sigan haciendo investigaciones en esa área.

## Áreas de aplicación
Pasando de largo las aplicaciones militares, éstas tienen usos civiles interesantes como vemos a continuación:
- Eficiencia energética: Red de sensores se utilizan para controlar el uso eficaz de la electricidad, como el caso de Japón y España.

- Entornos de alta seguridad: Existen lugares que requieren altos niveles de seguridad para evitar ataques terroristas, tales como centrales nucleares, aeropuertos, edificios del gobierno de paso restringido. Aquí gracias a una red de sensores se pueden detectar situaciones que con una simple cámara sería imposible.

- Sensores ambientales: El control ambiental de vastas áreas de bosque o de océano, sería imposible sin las redes de sensores. El control de múltiples variables, como temperatura, humedad, fuego, actividad sísmica así como otras. También ayudan a expertos a diagnosticar o prevenir un problema o urgencia y además minimiza el impacto ambiental del presencia humana.

- Sensores industriales: Dentro de fábricas existen complejos sistemas de control de calidad, el tamaño de estos sensores les permite estar allí donde se requiera.

- Automoción: Las redes de sensores son el complemento ideal a las cámaras de tráfico, ya que pueden informar de la situación del tráfico en ángulos muertos que no cubren las cámaras y también pueden informar a conductores de la situación, en caso de atasco o accidente, con lo que estos tienen capacidad de reacción para tomar rutas alternativas.

- Medicina: Es otro campo bastante prometedor. Con la reducción de tamaño que están sufriendo los nodos sensores, la calidad de vida de pacientes que tengan que tener controlada sus constantes vitales (pulsaciones, presión, nivel de azúcar en sangre, etc), podrá mejorar sustancialmente.

- Domótica: Su tamaño, economía y velocidad de despliegue, lo hacen una tecnología ideal para domotizar el hogar a un precio asequible.

Es imaginable que los nodos no sólo puedan observar sino también reaccionar para activar funciones de otros sistemas.

## Características de una red de sensores
Las redes de sensores tienen una serie de características propias y otras adaptadas de las redes Ad hoc:
- Topología Dinámica: En una red de sensores, la topología es cambiante y estos tienen que adaptarse para poder comunicar nuevos datos adquiridos.

- Variabilidad del canal: El canal radio es un canal muy variable en el que existen una serie de fenómenos como pueden ser la atenuación, desvanecimientos rápidos, desvanecimientos lentos e interferencias que puede producir errores en los datos.

- No se utiliza infraestructura de red: Una red sensora no tiene necesidad alguna de infraestructura para poder operar, ya que sus nodos pueden actuar de emisores, receptores o enrutadores de la información. Sin embargo, hay que destacar en el concepto de red sensora la figura del nodo recolector (también denominados sink node), que es el nodo que recolecta la información y por el cual se recoge la información generada normalmente en tiempo discreto. Esta información generalmente es adquirida por un ordenador conectado a este nodo y es sobre el ordenador que recae la posibilidad de transmitir los datos por tecnologías inalámbricas o cableadas según sea el caso.

- Tolerancia a errores: Un dispositivo sensor dentro de una red sensora tiene que ser capaz de seguir funcionando a pesar de tener errores en el sistema propio.

- Comunicaciones multisalto o broadcast: En aplicaciones sensoras siempre es característico el uso de algún protocolo que permita comunicaciones multi-hop, léase AODV, DSDV, EWMA u otras, aunque también es muy común utilizar mensajería basada en broadcast.

- Consumo energético: Es uno de los factores más sensibles debido a que tienen que conjugar autonomía con capacidad de proceso, ya que actualmente cuentan con una unidad de energía limitada. Un nodo sensor tiene que contar con un procesador de consumo ultra bajo así como de un transceptor radio con la misma característica, a esto hay que agregar un software que también conjugue esta característica haciendo el consumo aún más restrictivo.

- Limitaciones hardware: Para poder conseguir un consumo ajustado, se hace indispensable que el hardware sea lo más sencillo posible, así como su transceptor radio, esto nos deja una capacidad de proceso limitada.

- Costes de producción: Dada que la naturaleza de una red de sensores tiene que ser en número muy elevada, para poder obtener datos con fiabilidad, los nodos sensores una vez definida su aplicación, son económicos de hacer si son fabricados en grandes cantidades.

## La seguridad en redes de sensores inalámbricas
Una red inalámbrica utiliza señales de radio para el intercambio de datos entre dos o más dispositivos físicos, por lo general llamados nodos  de la red. La falta de alambres permite superar la mayoría de limitaciones de las redes de cable tradicionales, lo que permite el despliegue en ambientes hostiles o escenarios móviles.  Cuando los nodos no lo hacen dependerá de cualquier infraestructura preexistente, las redes inalámbricas toman el nombre de las redes ad hoc inalámbricas. En este caso, las comunicaciones confían en la capacidad de los nodos para formar una red de radio multi-hop.
En términos generales, varias vulnerabilidades pueden ser identificadas en redes ad hoc, y en un nivel muy abstracto que pueden estar relacionados con uno de los siguientes temas:
- Vulnerabilidad del canal

El canal pueden ser espiado e inyectado con mensajes falsos o reenviados en la red.
- Vulnerabilidad de los nodos

Si un adversario obtiene acceso completo a un nodo, puede robar información sensible, reprogramar el nodo y cambiar su comportamiento, o dañar físicamente hardware para terminar con el nodo.
El crecimiento en el uso y popularidad de las redes de sensores inalámbricos ha creado preocupación en lo que respecta a su seguridad. Los usuarios no quieren revelar sus datos a personas no autorizadas que podrían hacer un uso malicioso de la información divulgada. Esta preocupación es aún más relevante para entornos inalámbricos donde cualquier persona puede escuchar un mensaje enviado por radiofrecuencia.
Por lo tanto, incluso una útil y cómodo sistema podría no ser atractivo para los usuarios si no es seguro. Para abordar este problema, los investigadores en WSNs han puesto en marcha varios protocolos de seguridad que se utilizarán en redes de sensores. Ejemplos de tales protocolos son TinySec y TinyECC.
TinySec , una de la conocida capa de enlace de seguridad que utiliza CBC como su modo por defecto de funcionamiento pero estudios realizados por la Academia Militar de Korea y la Universidad de Virginia, revelan que no se están haciendo la adecuaciones de los protocolos de seguridad para de estas redes en entornos inalámbricos. Así mismo se están haciendo estudios para mejorar los protocolos de cifrado y los modo de operación MAC de tal forma que aumente la seguridad sin reducir el rendimiento.